# Wimbledon Championships 1970
Die 84. Wimbledon Championships waren ein Tennis-Rasenplatzturnier der Klasse Grand Slam, das von der ITF veranstaltet wurde. Es fand vom 22. Juni bis zum 4. Juli 1970 in London, Großbritannien statt. Ausrichter war der All England Lawn Tennis and Croquet Club.
Titelverteidiger im Einzel waren Rod Laver bei den Herren sowie Ann Jones bei den Damen. Im Herrendoppel waren John Newcombe und Tony Roche, im Damendoppel Margaret Court und Judy Tegart die Titelverteidiger. Im Mixed waren Ann Jones und Fred Stolle die Titelverteidiger.

## Herreneinzel

### Setzliste
| Nr. | Spieler           | Erreichte Runde |
| --- | ----------------- | --------------- |
| 01. | Rod Laver         | Achtelfinale    |
| 02. | John Newcombe     | Sieg            |
| 03. | Arthur Ashe       | Achtelfinale    |
| 04. | Tony Roche        | Viertelfinale   |
| 05. | Ken Rosewall      | Finale          |
| 06. | Željko Franulović | 3. Runde        |
| 07. | Stan Smith        | Achtelfinale    |
| 08. | Ilie Năstase      | Achtelfinale    |

| Nr. | Spieler        | Erreichte Runde |
| --- | -------------- | --------------- |
| 09. | Clark Graebner | Viertelfinale   |
| 10. | Roy Emerson    | Viertelfinale   |
| 11. | Tom Okker      | 2. Runde        |
| 12. | Cliff Drysdale | 3. Runde        |
| 13. | Jan Kodeš      | 1. Runde        |
| 14. | Andrés Gimeno  | Halbfinale      |
| 15. | Dennis Ralston | Achtelfinale    |
| 16. | Roger Taylor   | Halbfinale      |

## Dameneinzel

### Setzliste
| Nr. | Spielerin        | Erreichte Runde |
| --- | ---------------- | --------------- |
| 01. | Margaret Court   | Sieg            |
| 02. | Billie Jean King | Finale          |
| 03. | Virginia Wade    | Achtelfinale    |
| 04. | Kerry Melville   | Achtelfinale    |

| Nr. | Spielerin       | Erreichte Runde |
| --- | --------------- | --------------- |
| 05. | Rosie Casals    | Halbfinale      |
| 06. | Julie Heldman   | Achtelfinale    |
| 07. | Karen Krantzcke | Viertelfinale   |
| 08. | Helga Niessen   | Viertelfinale   |

## Herrendoppel

### Setzliste
| Nr. | Paarung                  | Erreichte Runde |
| --- | ------------------------ | --------------- |
| 01. | John Newcombe Tony Roche | Sieg            |
| 02. | Tom Okker Marty Riessen  | Viertelfinale   |
| 03. | Roy Emerson Rod Laver    | Viertelfinale   |
| 04. | Bob Hewitt Frew McMillan | Halbfinale      |

| Nr. | Paarung                     | Erreichte Runde |
| --- | --------------------------- | --------------- |
| 05. | Bob Lutz Stan Smith         | Achtelfinale    |
| 06. | Ken Rosewall Fred Stolle    | Finale          |
| 07. | Cliff Drysdale Roger Taylor | Achtelfinale    |
| 08. | Bill Bowrey Owen Davidson   | Achtelfinale    |

## Damendoppel

### Setzliste
| Nr. | Paarung                        | Erreichte Runde |
| --- | ------------------------------ | --------------- |
| 01. | Margaret Court Judy Dalton     | Halbfinale      |
| 02. | Rosie Casals Billie Jean King  | Sieg            |
| 03. | Karen Krantzcke Kerry Melville | Halbfinale      |
| 04. | Françoise Dürr Virginia Wade   | Finale          |

## Mixed

### Setzliste
| Nr. | Paarung                       | Erreichte Runde |
| --- | ----------------------------- | --------------- |
| 01. | Marty Riessen Margaret Court  | 2. Runde        |
| 02. | Bob Hewitt Billie Jean King   | 3. Runde        |
| 03. | Frew McMillan Judy Dalton     | Halbfinale      |
| 04. | Dennis Ralston Françoise Dürr | 2. Runde        |